# 陸駿光
陸駿光（英語：Alan Luk Chun Kwong，1978年2月9日—），香港男演員，香港演藝學院畢業，曾為香港無綫電視及香港電視網絡旗下藝人。

## 背景
陸駿光畢業於香港演藝學院，2002年加入無綫電視開始拍攝電視劇，於2012年轉到香港電視網絡工作，至2015年4月約滿，期間拍攝《導火新聞線》、《大眾情性》、《驚異世紀》等劇集而廣為人知。因其樣貌與日本電視劇《半澤直樹》男主角堺雅人相似，因有港版半澤直樹之稱號，而其本人亦曾於2013年10月反對香港政府不發牌予香港電視集會中，飾演半澤直樹一角。2018年首次於ViuTV拍劇。
2019年，陸駿光近年多了拍港台的劇集，上一套是《火速救兵》，之前拍《獅子山下》的《黑哥》更去了台南參展。陸駿光拍電影《G殺》飾演名校教師，又跟女學生有枱底交易，角色破格。 
2020年8月，陸駿光憑2019年港台單元劇《星星的孩子：魚蛋》奪得「2020 New York Festivals TV & Film Awards紐約電影電視節」演員銅獎。入行近20年首度奪得演員獎項。
2022年，陸駿光主演了第6屆首部劇情電影計劃專業組得獎電影《流水落花》，為他首次擔演電影男主角。

## 個人生活
陸駿光曾與前無綫藝員李穎芝交往，後於2011年分手。現已與圈外女文員茵茵（Sherraina）於2015年7月成婚。陸駿光有二兄一姊，曾就讀德貞小學（1991年上午校畢業），出身於中醫世家。在校時曾在小五年級留級一年。及後於升中後為校內排球隊成員。他當時入讀過兩所香港中學，中二時亦曾留級一年。

## 演出作品

### 電視劇／網絡劇（2012年起）
| 首播   | 頻道                       | 劇集                   | 角色                                                   |
| 2014年 | 香港電台電視部             | 手語隨想曲III          |                                                        |
| 2014年 | 香港電視網絡               | 選戰                   | 方啟釗                                                 |
| 2014年 | 香港電視網絡               | 警界線                 | 馬文宇（Max）                                          |
| 2015年 | 香港電視網絡               | 導火新聞線             | 傅永恆                                                 |
| 2015年 | 香港電視網絡               | 童話戀曲201314         | 德                                                     |
| 2015年 | 香港電視網絡               | 大眾情性               | 吳曉旭（Moses）                                        |
| 2015年 | 香港電視網絡               | 驚異世紀               | 李啟發 / 男病人 / 老師 / 死屍 / 路人 / 外賣仔 / 羅錦興 |
| 2015年 | 香港電視網絡               | 歲月樓情               | 新聞報道員                                             |
| 2015年 | 香港電視網絡               | 末日+5                 | 梁炳基                                                 |
| 2015年 | 香港電視網絡               | 夜班                   | 楊發（發記）                                           |
| 2016年 | 愛奇藝                     | 無間道                 | 戴衛                                                   |
| 2016年 | 香港電台電視部             | 手語隨想曲4            |                                                        |
| 2017年 | 香港電台                   | 獅子山下2017：黑哥     | 黑哥                                                   |
| 2018年 | 衛視電影台                 | 東方華爾街             | 張澤新                                                 |
| 2018年 | ViuTV                      | Plan B                 | 閻羅                                                   |
| 2018年 | 香港電台電視部             | 火速救兵IV             | 鄺家輝                                                 |
| 2019年 | 香港電台電視部             | 星星的孩子第二集：魚蛋 | 阿滔                                                   |
| 2020年 | ViuTV                      | 歎息橋 (電視劇)        | 黎銘南                                                 |
| 2021年 | 香港電台電視部             | 格外樓神：真相(上、下) | 流浪漢                                                 |
| 2021年 | ViuTV                      | 太平紋身店             | Wi-Fi                                                  |
| 2022年 | 騰訊視頻、愛奇藝、無綫電視 | 女法醫JD               | 孖七                                                   |
| 2023年 | ViuTV                      | 那年盛夏我們綻放如花   | 蔡明治                                                 |
| 2023年 | ViuTV                      | 法與情                 | 高文卓                                                 |
| 2024年 | ViuTV                      | 出租大叔               | 陸奧雷                                                 |
| 2025年 | ViuTV                      | 三命                   | 天九翅                                                 |
| 2025年 | 腾讯、Netflix              | 太阳星辰               | 刘伟滔                                                 |

### 電視劇（2002-2012：無綫電視）
| 首播   | 劇集             | 角色 |
| 2002年 | 皆大歡喜         | 小販，官差，太監，士兵，蕃兵，官兵，志雄手下，爛面佬，侍衛，檔主，大漢，顧客，打手，托豬工人                                 |
| 2003年 | 皆大歡喜         | 年助手，差人，食客，茶客，修路工人，武師，記者，惡人                                                                         |
| 2003年 | 金牌冰人         | 阿 光 |
| 2003年 | 美麗在望         | 廚房職員 |
| 2003年 | 衛斯理           | 市集小販 |
| 2003年 | 衝上雲霄         | 職員丁，保鑣 |
| 2004年 | 皆大歡喜         | 古惑馬伕，的士司機，陪審員，大漢，馬仔，賊，魚蛋佬，孫仔，古惑仔，保安，打手，乞兒，陳生，男顧客，劫匪，追求者，記者，攝影師 |
| 2004年 | 烽火奇遇結良緣   | 大唐士兵 |
| 2004年 | 金枝欲孽         | 太 監 |
| 2004年 | 無名天使3D       | 洪志仁手下 |
| 2004年 | 爭分奪秒         | 肥 狗 |
| 2004年 | 天涯俠醫         | 海 |
| 2004年 | 紅杏劫 #         | 觀光客 |
| 2005年 | 皆大歡喜         | 阿白 |
| 2005年 | 我師傅係黃飛鴻   | 徐大哥，賭檔檔主，永豐號管工                                                                                                 |
| 2005年 | 御用閒人         | 鐘邦手下 |
| 2005年 | 學警雄心         | 區振基 |
| 2005年 | 情迷黑森林       | 醫 生 |
| 2005年 | 我的野蠻奶奶     | 司馬老爺，玉鐲老闆 |
| 2005年 | 妙手仁心III      | 何大興（大嚿） |
| 2005年 | 阿旺新傳         | 小販，山本先生 |
| 2005年 | 佛山贊師父       | 烈 威 |
| 2005年 | 隨時候命         | 鄧樂坤 |
| 2005年 | 識法代言人       | 法庭書記 |
| 2005年 | 肝膽崑崙         | 阿 豹 |
| 2006年 | 謎情家族         | 警 員 |
| 2006年 | 施公奇案         | 債 主 |
| 2006年 | 鐵血保鏢         | 鏢 師 |
| 2006年 | 潮爆大狀         | 甘志成 |
| 2006年 | 火舞黃沙         | 工 人 |
| 2006年 | 男人之苦         | 岑兆年 |
| 2006年 | 法證先鋒         | 男路人 |
| 2006年 | 愛情全保         | 牛奶文 |
| 2006年 | 刑事情報科       | 古惑仔 |
| 2006年 | 鳳凰四重奏       | 阿 忠 |
| 2006年 | 匯通天下         | 陳 敬 |
| 2006年 | 肥田囍事         | 飛機乘客 |
| 2006年 | 東方之珠         | 阿 豹 |
| 2006年 | 賭場風雲         | 伙計，黑市醫生 |
| 2006年 | 千謊百計         | 阿 財 |
| 2007年 | 廉政行動2007     | 廉政公署調查員 |
| 2007年 | 突圍行動         | 外圍經紀 |
| 2007年 | 十兄弟           | 窮 人 |
| 2007年 | 同事三分親       | 男司機 |
| 2007年 | 師奶兵團         | 追債工人 |
| 2007年 | 學警出更         | 區振基 |
| 2007年 | 強劍             | 聖劍明弟子 |
| 2007年 | 歲月風雲         | 華喆汽車公司職員 |
| 2007年 | 奸人堅           | 何其堅手下 |
| 2007年 | 通天幹探         | 察富手下 |
| 2007年 | 兩妻時代         | 蛋 糕 |
| 2008年 | 银楼金粉         | 青年周全忠 |
| 2008年 | 古靈精探         | 大口英手下 |
| 2008年 | 原來愛上賊       | 輝 仔 |
| 2008年 | 法證先鋒II       | 阮大齊 |
| 2008年 | 搜神傳           | 燒味強 |
| 2008年 | 少年四大名捕     | 洪 超 |
| 2008年 | 與敵同行         | 葉助手 |
| 2008年 | 珠光寶氣         | 記 者 |
| 2009年 | 學警狙擊         | 區振基 |
| 2009年 | ID精英           | 洪日濤 |
| 2009年 | 有營煮婦         | TY |
| 2009年 | 烈火雄心3        | 亞武(1-3集) |
| 2009年 | 蔡鍔與小鳳仙     | 石高祺 |
| 2009年 | 宮心計           | 羅副將 |
| 2010年 | 情人眼裡高一D    | 燈光師 |
| 2010年 | 秋香怒點唐伯虎   | 慶 |
| 2010年 | 鐵馬尋橋         | 彭 |
| 2010年 | 搜下留情         | 喪 波 |
| 2010年 | 談情說案         | Professor Luk（第15集） |
| 2010年 | 刑警             | 囚犯（第1、30集），大漢（第25集）                                                                                            |
| 2010年 | 囧探查過界       | 馬志超 |
| 2011年 | 仁心解碼         | 良 |
| 2011年 | 依家有喜         | 編 導 |
| 2011年 | 魚躍在花見       | 十 勝 |
| 2011年 | 你們我們他們     | 丹尼爾 |
| 2011年 | 女拳             | 戴子和 |
| 2011年 | 布衣神相         | 點蒼派弟子 |
| 2011年 | Only You 只有您  | 地產經紀 |
| 2011年 | 洪武三十二       | 朱元璋（壯年） |
| 2011年 | 花花世界花家姐   | 廚 師 |
| 2011年 | 點解阿Sir係阿Sir | 鋒手下 |
| 2011年 | 怒火街頭         | 威 |
| 2011年 | 團圓             | 導 演 |
| 2011年 | 真相             | 許偉勤（第23-24集） |
| 2011年 | 潛行狙擊         | 葉 昌 |
| 2011年 | 天與地           | 記者 |
| 2012年 | 飛虎             | 鵬 |
| 2014年 | 叛逃             | 陳浩邦 |
| 2017年 | 蘭花刼 #         | 記者 |

- 1. 2004年《紅杏劫》是電視電影。
  2. 2017年《蘭花刼》是2006年製作的劇集，並曾於2008年在收費的劇集台播出。

### 電影
| 首播   | 電影       | 角色     |
| 2015年 | 碟仙碟仙   | 強       |
| 2016年 | PG戀愛指引 |          |
| 2016年 | 此情此刻   | 情侶     |
| 2016年 | S風暴      | 警員蔡仔 |
| 2017年 | 我要發達   | 大口光   |
| 2018年 | L風暴      | 警員蔡仔 |
| 2019年 | G殺        | 馬克思   |
| 2023年 | 流水落花   | 何彬     |

### 廣告
- 2016年：百老匯電器（香港）

### 微電影
- 2024年：泥猛的
- 2024年：時光電車

## 獎項
| 年份 | 獎項                     | 作品             | 結果 |
| ---- | ------------------------ | ---------------- | ---- |
| 2020 | 紐約電視電影節男主角銅獎 | 星星的孩子：魚蛋 | 獲獎 |

## 外部連結
- 陸駿光的新浪微博
- 陸駿光的Facebook專頁
- 《驚險大挑戰亞洲版》香港隊代表 – 陸駿光及李穎芝 –
- 陸駿光tvb.com